# Luciano Rodríguez
Luciano Rodríguez Rosales (ur. 16 lipca 2003 w Montevideo) – urugwajski piłkarz występujący na pozycji skrzydłowego, reprezentant Urugwaju, od 2024 roku zawodnik brazylijskiej Bahii.
Jego brat bliźniak Emiliano Rodríguez również jest piłkarzem.